# Nemenzophyllia turbida
Nemenzophyllia turbida là một loài san hô trong họ Euphyllidae. Loài này được Hodgson & Ross mô tả khoa học năm 1981.